# Saturn-Award-Verleihung 1987
Die 14. Saturn-Award-Verleihung fand am 17. Mai 1987 statt.
Erfolgreichste Produktion mit acht Auszeichnungen wurde Aliens – Die Rückkehr.

## Nominierungen und Gewinner

### Film
| Kategorie                    | Preisträger                              | Film                                  | Nominierungen |
| ---------------------------- | ---------------------------------------- | ------------------------------------- | --- |
| Bester Science-Fiction-Film  |                                          | Aliens – Die Rückkehr                 | Der Flug des Navigators Peggy Sue hat geheiratet Nummer 5 lebt! Star Trek IV: Zurück in die Gegenwart |
| Bester Horrorfilm            |                                          | Die Fliege                            | From Beyond – Aliens des Grauens Der kleine Horrorladen Poltergeist II – Die andere Seite Psycho III |
| Bester Fantasyfilm           |                                          | Der Knabe, der fliegen konnte         | Feivel, der Mauswanderer Crocodile Dundee – Ein Krokodil zum Küssen Auf der Suche nach dem goldenen Kind Die Reise ins Labyrinth |
| Beste Regie                  | James Cameron                            | Aliens – Die Rückkehr                 | Randal Kleiser für Der Flug des Navigators David Cronenberg für Die Fliege John Badham für Nummer 5 lebt! Leonard Nimoy für Star Trek IV: Zurück in die Gegenwart |
| Bestes Drehbuch              | James Cameron                            | Aliens – Die Rückkehr                 | Nick Castle für Der Knabe, der fliegen konnte Paul Hogan, Ken Shadie & John Cornell für Crocodile Dundee – Ein Krokodil zum Küssen Howard Ashman für Der kleine Horrorladen Steve Meerson, Peter Krikes, Harve Bennett & Nicholas Meyer für Star Trek IV: Zurück in die Gegenwart |
| Beste Spezialeffekte         | Stan Winston Robert Skotak Dennis Skotak | Aliens – Die Rückkehr                 | Lyle Conway für Der kleine Horrorladen Richard Edlund für Poltergeist II – Die andere Seite Syd Mead & Eric Allard für Nummer 5 lebt! Ken Ralston & Michael Lantieri für Star Trek IV: Zurück in die Gegenwart                                                                    |
| Beste Musik                  | Alan Menken                              | Der kleine Horrorladen                | James Horner für Feivel, der Mauswanderer John Carpenter für Big Trouble in Little China Howard Shore für Die Fliege Jerry Goldsmith für Link – Der Butler |
| Bestes Kostüm                | Robert Fletcher                          | Star Trek IV: Zurück in die Gegenwart | Emma Porteus für Aliens – Die Rückkehr Brian Froud & Ellis Flyte für Die Reise ins Labyrinth Marit Allen für Der kleine Horrorladen Theadora Van Runkle für Peggy Sue hat geheiratet                                                                                              |
| Bestes Make-Up               | Chris Walas                              | Die Fliege                            | Peter Robb-King für Aliens – Die Rückkehr John Carl Buechler, John Naulin, Anthony Doublin & Mark Shostrom für From Beyond – Aliens des Grauens Rob Bottin für Legende Wes Dawn, Jeff Dawn & James Lee McCoy für Star Trek IV: Zurück in die Gegenwart                            |
| Bester Hauptdarsteller       | Jeff Goldblum                            | Die Fliege                            | Michael Biehn für Aliens – Die Rückkehr Anthony Perkins für Psycho III Leonard Nimoy für Star Trek IV: Zurück in die Gegenwart William Shatner für Star Trek IV: Zurück in die Gegenwart                                                                                          |
| Beste Hauptdarstellerin      | Sigourney Weaver                         | Aliens – Die Rückkehr                 | Geena Davis für Die Fliege Barbara Crampton für From Beyond – Aliens des Grauens Elisabeth Shue für Link – Der Butler Kathleen Turner für Peggy Sue hat geheiratet |
| Bester Nebendarsteller       | Bill Paxton                              | Aliens – Die Rückkehr                 | Richard Moll für House – Das Horrorhaus Clu Gulager für Hunter's Blood - Gehetzt, gejagt, getötet James Doohan für Star Trek IV: Zurück in die Gegenwart Walter Koenig für Star Trek IV: Zurück in die Gegenwart                                                                  |
| Beste Nebendarstellerin      | Jenette Goldstein                        | Aliens – Die Rückkehr                 | Denise Matthews für 52 Pick-Up Kay Lenz für House – Das Horrorhaus Catherine Hicks für Star Trek IV: Zurück in die Gegenwart Grace Jones für Vamp |
| Bester Nachwuchsschauspieler | Carrie Henn                              | Aliens – Die Rückkehr                 | Lucy Deakins für Der Knabe, der fliegen konnte Jay Underwood für Der Knabe, der fliegen konnte Scott Grimes für Critters – Sie sind da! Joey Cramer für Der Flug des Navigators                                                                                                   |

### Ehrenpreise
| Kategorie                 | Preisträger       | Film                  | Nominierungen |
| ------------------------- | ----------------- | --------------------- | ------------- |
| George Pal Memorial Award | Arnold Leibovit   |                       |               |
| Life Career Award         | Leonard Nimoy     |                       |               |
| President’s Award         | Marshall Brickman | Das Manhattan-Projekt |               |
| President’s Award         | Joseph Stefano    |                       |               |